# Laah (Gemeinde Ottnang)
Laah ist eine Ortschaft in der Gemeinde Ottnang am Hausruck im Bezirk Vöcklabruck, Oberösterreich.
Die Ortschaft nördlich von Ottnang befindet sich am Südabfall des östlichen Ausläufers des Hausrucks. Am 1. Jänner 2024 zählte die kleine Ortschaft 5 Einwohner. 1869 umfasste sie 3 Häuser und 14 Einwohner.